# Ryota Moriwaki
Ryota Moriwaki (Hiroshima, 6. travnja 1986.) japanski je nogometaš.

## Klupska karijera
Igrao je za Sanfrecce Hiroshima, Ehime FC i Urawa Reds.

## Reprezentativna karijera
Za japansku reprezentaciju igrao je od 2011. do 2013. godine. Odigrao je 3 utakmice.
S japanskom reprezentacijom Ryota Moriwaki je igrao na Azijskom kupu 2011.

## Statistika
| Japan  | Japan | Japan |
| Godina | Nast. | Gol.  |
| ------ | ----- | ----- |
| 2011.  | 1     | 0     |
| 2012.  | 1     | 0     |
| 2013.  | 1     | 0     |
| Ukupno | 3     | 0     |

## Vanjske poveznice
- National Football Teams
- Japan National Football Team Database